# Estación de Sursee
La estación de Sursee es una estación ferroviaria de la comuna suiza de Sursee, en el Cantón de Lucerna.

## Historia y situación
La estación de Sursee fue inaugurada en el año 1856 con la puesta en servicio de la línea Olten - Lucerna por el Schweizerischen Centralbahn (SCB). En 1902 la compañía pasaría a ser absorbida por SBB-CFF-FFS. En 1912 se abrió el Sursee–Triengen-Bahn, un ferrocarril privado que conecta con la localidad de Triengen. Esta línea no se ha llegado a electrificar, y actualmente es utilizada por trenes de mercancías y en ocasiones por trenes turísticos de vapor.
Se encuentra ubicada en el oeste del núcleo urbano de Sursee. Cuenta con dos andenes, uno central y otro lateral a los que acceden tres vías pasantes, a las que hay que añadir un par de vías toperas y una derivación industrial en el este de la estación. En el norte de la estación se bifurca de la línea Olten - Lucerna la línea hacia Triengen.
En términos ferroviarios, la estación se sitúa en la línea Olten - Lucerna, además de en la línea Sursee - Triengen. Sus dependencias ferroviarias colaterales son la estación de St. Erhard-Knutwil hacia Olten, la Oberkirch en dirección Lucerna y la estación de Geuensee hacia Triengen.

## Servicios ferroviarios
Los servicios ferroviarios de esta estación están prestados por SBB-CFF-FFS.

### Larga distancia
- IR Ginebra-Aeropuerto - Ginebra-Cornavin - Lausana - Friburgo - Berna - Zofingen – Sursee - Lucerna.
- IR Basilea SBB - Liestal - Sissach - Gelterkinden - Olten - Zofingen – Sursee – Lucerna.

### Regional
- RE Olten - Zofingen - Nebikon - Sursee - Sempach-Neuenkirch - Lucerna. Trenes cada hora en ambos sentidos.

### S-Bahn Lucerna
En la estación inician o finalizan sus trayectos dos líneas de la red de trenes de cercanías S-Bahn Lucerna.
- S 8 Sursee - Zofingen - Olten
- S 18 Lucerna - Emmenbrücke - Sempach-Neuenkirch - Sursee.